# Cleopatra IV
Cleopatra IV (c. 135 a.  C.-112 a. C.) gobernó durante un breve periodo como reina de Egipto, en 116-115 a. C., conjuntamente con su marido Ptolomeo IX Latiro. Posteriormente llegó a ser reina consorte de Siria. 
Se casó con Ptolomeo IX Latiro, su hermano, en 116 a. C., y así llegó a ser corregente de Egipto. Sin embargo, en esta alta posición solo duró unos pocos meses, pues su madre Cleopatra III la expulsó y fue reemplazada por Cleopatra Selene I.
Muy disgustada con su madre, Cleopatra huyó de Egipto y marchó a Chipre, donde reclutó un gran ejército y propuso casarse con otro hermano, Ptolomeo X Alejandro; sin embargo, este no accedió a casarse, así que ella partió a Siria, donde Antíoco IX Ciciceno aceptó a su gran ejército como dote y se casó con ella.